# Млеччха
Млеччха (санскр. म्लेच्छ, mleccha IAST, «варварський») — термін, яким в Стародавній Індії називали представників інших релігій і культур. У Стародавній Індії термін «млеччха» є аналогічним зі словом «варвар» в Стародавній Греції і Римі. Позаяк чужинці не дотримувалися ведійської релігії, арії називали всіх іноземців млеччхами. Млеччха не належали до жодної з чотирьох варн давньоіндійського суспільства і тому мали вкрай низький соціальний статус. Термін «млеччхи» не згадується у Ведах і вперше зустрічається у «Шатапатха-брахмані». В Пуранах і «Махабхараті» можна зустріти згадки цілого ряду племен, що відносяться до млеччха. В середні століття це поняття вживалося і щодо мусульман. Зіставляється з назвою країни Мелухха, з якою торгували шумери і яку зазвичай співвідносять з доарійською Хараппською цивілізацією.